# Houtman-Abrolhos-Archipel
Der Houtman-Abrolhos-Archipel ist ein etwa 60 km vor der Küste Western Australias – in Höhe der Küstenstadt Geraldton – gelegenes Inselgebiet.

## Geographie
Der Archipel ist vom Festland durch den rund 50 Kilometer breiten Geelvink Channel getrennt.
Zum Archipel gehören 122 Inseln und Riffe, die sich in Form einer nahezu parallel zur Küste verlaufenden Inselkette über ca. 100 km erstrecken. Die Gruppe wird in drei Inselregionen unterteilt, die jeweils durch schmale Meeresstraßen voneinander getrennt sind (von Norden nach Süden):
- Wallabi-Inseln (Wallabi Group – einschließlich North Island)
- Easter Group
- Pelsaert-Inseln (Pelsaert Group)

Die größten Inseln sind West Wallabi Island (6,21 km²), East Wallabi Island (3,27 km²), North Island (1,82 km²), Pelsaert Island (1,56 km²) und Rat Island (0,65 km²). Diese fünf Inseln vereinigen über 82 Prozent der Gesamtfläche des Archipels auf sich.

## Geschichte
Der Archipel wurde schon Ende des 16. Jahrhunderts von portugiesischen Seefahrern entdeckt. Wegen der zahlreichen Untiefen und schroffen Korallenriffe, welche teilweise kaum sichtbar oder nur wenige Zentimeter unterhalb des Wasserspieles liegen, galt die Region als höchst gefährlich für die Seeschifffahrt, insbesondere für die damaligen Holzschiffe. Das Gebiet wurde wohl deshalb zunächst anscheinend allein mit dem Kunstwort Abrolhos benannt, abgeleitet von einer portugiesischen Phrase "abri vossos olhos – halte die Augen auf".
Erst 1619 kartografierte der niederländische Astronom und Seefahrer Frederick de Houtman (1571–1627), unterwegs auf einer Forschungsfahrt entlang der australischen Westküste, die Abrolhos, und nannte das Inselgebiet, durch Voranstellen seines Namens, nunmehr Houtman Abrolhos.
Eine der tückischen Riffbänke der Inseln wurde am 4. Juni 1629 dem holländischen Handelsschiff Batavia zum Verhängnis. Das Segelschiff strandete, die über 300 Menschen an Bord konnten sich aber noch auf nahegelegene unbewohnte Inseln retten. Die provisorische Gemeinschaft der Überlebenden zerfiel jedoch rasch. Die Gestrandeten wurden durch eine Gruppe von Meuterern der Batavia unter Anführung eines gescheiterten Apothekers, Jeronimus Cornelisz, terrorisiert und größtenteils ermordet.

## Tourismus
Der Archipel gilt wegen der zahlreichen vor den Riffen gesunkenen Schiffe heute als wahres Paradies für Wrack- und Sporttaucher, obwohl keine der Inseln ständig von Menschen bewohnt wird.

## Verwaltung
Die Inseln gehören verwaltungsmäßig zur Shire of Northampton.

## Nutzung
Alle Inseln sind unbewohnt. Allerdings werden 22 der Inseln für einige Monate saisonal von über 150 Hummer-Fischern und ihren Familien bevölkert.